# كارين جان بيير
كارين جان بييرالسكرتير الصحفي للبيت الأبيض (مواليد 13 أغسطس 1977) هي منظمة حملات سياسية، ناشطة ومؤلفة أمريكية. في 13 مايو 2022 عينت في منصب السكرتير الصحفي للبيت الأبيض.